# Батожок, Наталья Игоревна
Ната́лья И́горевна Батожо́к — российский лингвист, деятель науки и образования, доктор филологических наук, профессор.

## Биография
Родилась 19 января 1950 г. в Ленинграде. Отец — Поздняков Игорь Константинович (1927—2010), директор ВНИИ Научного приборостроения, заместитель Генерального директора НПО «Буревестник», исследователь письменности острова Пасхи. Мать — Позднякова Генриэтта Ивановна (1929—2010), профессор, член-корреспондент Международной академии информатизации, зав. кафедрой детской литературы СПбГУКИ (1962—1967, 1973—1995), ранее директор ленинградского ТЮЗа, начальник Управления театров и концертных организаций Ленгорисполкома, многие годы председатель постоянной комиссии по культуре Ленинградского горсовета.
Окончила Ленинградский государственный университет (1972, Филологический факультет, кафедра математической лингвистики) и аспирантуру Института языкознания АН СССР (1978). Работала в ЛГПИ с 1974 г.: ассистент (1979), доцент (1982), профессор кафедры русского языка (1995—1997). В 1983—1986 гг. — декан факультета народов Крайнего Севера, с 1989 по 1995 г. — декан Филологического факультета РГПУ им. А. И. Герцена.
Преподавала старославянский язык в Польше, читала лекции по старославянскому языку и диалектологии в США и Японии.
Автор 3 монографий и многочисленных научных статей по старославянскому языку, этимологии, диалектологии, в том числе член авторского коллектива 5 выпусков Словаря Брянских говоров и Большого толкового словаря русского языка.
Принимала активное участие в разработке и внедрении в России многоуровневой системы образования, являлась членом экспертного совета ВАК Российской Федерации по филологии. Один из основателей Международной школы Герценовского университета и Санкт-Петербургской международной школы.
Доктор филологических наук (1994, тема диссертации «Брянские говоры в восточнославянском диалектном ландшафте: пространственные и временные параметры».
В 2000—2003 гг. возглавляла Комитет по подготовке и проведению празднования 300-летия Санкт-Петербурга Администрации Санкт-Петербурга, являлась секретарем Государственной комиссии по подготовке и проведению празднования 300-летия. Член Попечительского совета выставки-форума «Православная Русь», член Правления Фонда поддержки церковно-общественных проектов и программ, консультант в ранге вице-президента по связям с государственными структурами выставочного объединения РЕСТЭК (Санкт-Петербург), внесла значительный вклад в продвижение Санкт-Петербурга на международном уровне.
17 июня 2017 г. скончалась в Санкт-Петербурге на 68-м году жизни, похоронена рядом с родителями на Смоленском кладбище на Васильевском острове.
Государственные награды и знаки общественного признания:
- Медаль ордена «За заслуги перед Отечеством» Первой и Второй степени
- Медаль «300-летия Санкт-Петербурга»
- Медаль «Ветеран труда»
- Медаль Законодательного собрания Санкт-Петербурга
- Почетный знак «За гуманизацию школы»
- Почетный Знак — медаль «Международного Демидовского Фонда»
- Диплом официального благотворителя Петропавловской крепости
- Серебряная медаль Святого первоверховного апостола Петра «В благословление за усердные труды по восстановлению и строительству храмов и монастырей Санкт-Петербургской епархии»
- Многочисленные благодарности от комитетов администрации, других органов исполнительной власти, вузов и общественных организаций Санкт-Петербурга.

Основные научные труды:
1. Batožok N. Leksykalne i semantyczne aspekty analizy porownawczej blisko pokrewnych gwar. Olsztyn, 1988.
2. Batožok N. Powiazania gwar brianskich w swietle zjawitle fonetycznych. Olsztyn, 1989.
3. Батожок Н. И. Брянские говоры в восточнославянском диалектном ландшафте: пространственные и временные параметры. СПб.: Образование, 1994.
4. Большой толковый словарь русского языка . Институт лингвистических исследований РАН. СПб.: Норинт, 1998. （член авторского коллектива лексикографов）.